# Talbot 65
La 65 è un'autovettura di fascia alta prodotta dal 1932 al 1936 dalla Casa automobilistica anglo-francese Talbot.

## Storia e profilo
La 65 è stata una delle pochissime vetture prodotte prima della Seconda guerra mondiale dalla Talbot inglese, che all'inizio degli anni trenta fu acquisita dalla Rootes.

In particolare, si tratta della prima Talbot prodotta sotto la nuova gestione, essendo nata nel 1932, cioè proprio l'anno di acquisizione da parte della Rootes.

Prima di ciò, le Talbot erano prodotte dal gruppo STD, formato da Sunbeam, Talbot e Darracq. Questo gruppo era diviso in due sezioni, una per il mercato francese ed una per il mercato inglese, ma utilizzavano lo stesso materiale e gli stessi componenti. 

Per queste ragioni, la Talbot 65 era una vettura prodotta in Inghilterra, ma che rappresentava un'evoluzione della 14/45HP, con la quale condivideva il telaio, mentre il motore era derivato da quello delle Talbot 75 e 90, ed era un 6 cilindri da 2.7 litri, in grado di spingere la vettura fino a 100 km/h di velocità massima.

La Talbot 65 fu prodotta fino al 1936.